# Саранчет 1-й
Саранчет 1-й — село в Тайшетском районе Иркутской области России. Входит в состав Венгерского муниципального образования. Находится примерно в 52 км к западу от районного центра.

## Топонимика
По мнению Андрея Дульзона топоним Саранчет происходит от коттского ч'аранг — рукав реки и чет — река.
По предположению Станислава Гурулёва, в основе топонима может лежать бурятское һараана — корень (или луковица) сараны, саранка (сибирская красная лилия).

## Население
По данным Всероссийской переписи, в 2010 году в селе проживали 122 человека (61 мужчина и 61 женщина).